# 少花万寿竹
少花万寿竹（學名：Disporum uniflorum）为秋水仙科万寿竹属多年生草本植物。《中国植物志》中文版误将其鉴定为宝铎草。

## 形态
茎单一或上部具叉状分枝, 高20-80厘米。叶柄0.5-1厘米；叶片宽椭圆形至矩圆形、卵形, 长4-9厘米，宽1-6.5厘米，无毛，基部近圆形或宽楔形，先端骤尖或渐尖。花序顶生，有花1-3朵；花圆柱形钟状。花被黄色，匙状倒披针形至倒卵形，长2-3厘米，宽0.5-1厘米，基部具长1-2毫米的囊状短距。雄蕊1.8-2.8厘米，几近内藏；花丝1.5-2厘米，近端具小乳突；花药4-8毫米。子房4-5毫米；花柱1.5-2.3厘米。浆果蓝黑色，近球形，直径0.8-1厘米。花期3-6月，果期7-11月。

## 分布
分布在浙江、江苏、安徽、江西、湖北、山东、河南、河北、辽宁、陕西、四川以及朝鲜半岛等地，生长于海拔100米至2500米的地区，多生在林下以及灌木丛中。